# Astina
Astina is een bestuurslaag in het regentschap Buleleng van de provincie Bali, Indonesië. Astina telt 2005 inwoners (volkstelling 2010).